# Nuragherkulturen

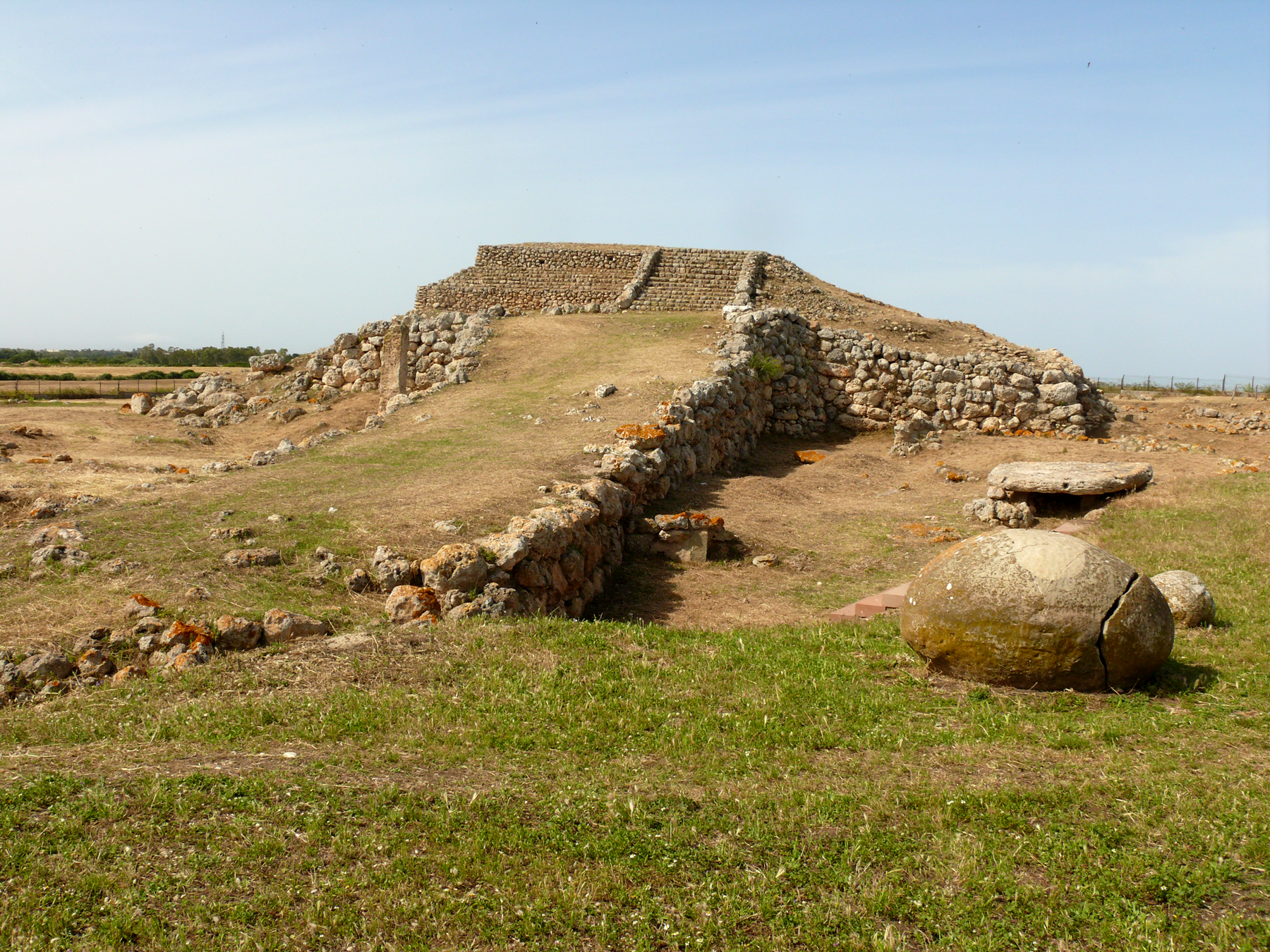
Monte d'accod

Nuragherkulturen var en civilisation på Sardinien som varade från 1800-talet f.Kr. till 200-talet. Namnet kommer från dess mest karakteristiska monumenten Nurager. De består av torn byggda med början från omkring 1500 f.Kr. Idag finns det cirka 7.000 Nuraghi i det sardinska landskapet. 
Kulturen samexisterade med andra civilisationer utanför ön, som fenicier, kartager och romare, men kom aldrig att helt förbrukas av dem. .

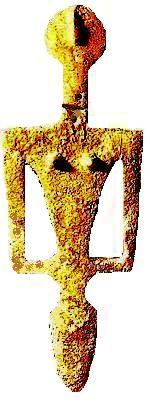
Förnuragisk skulptur
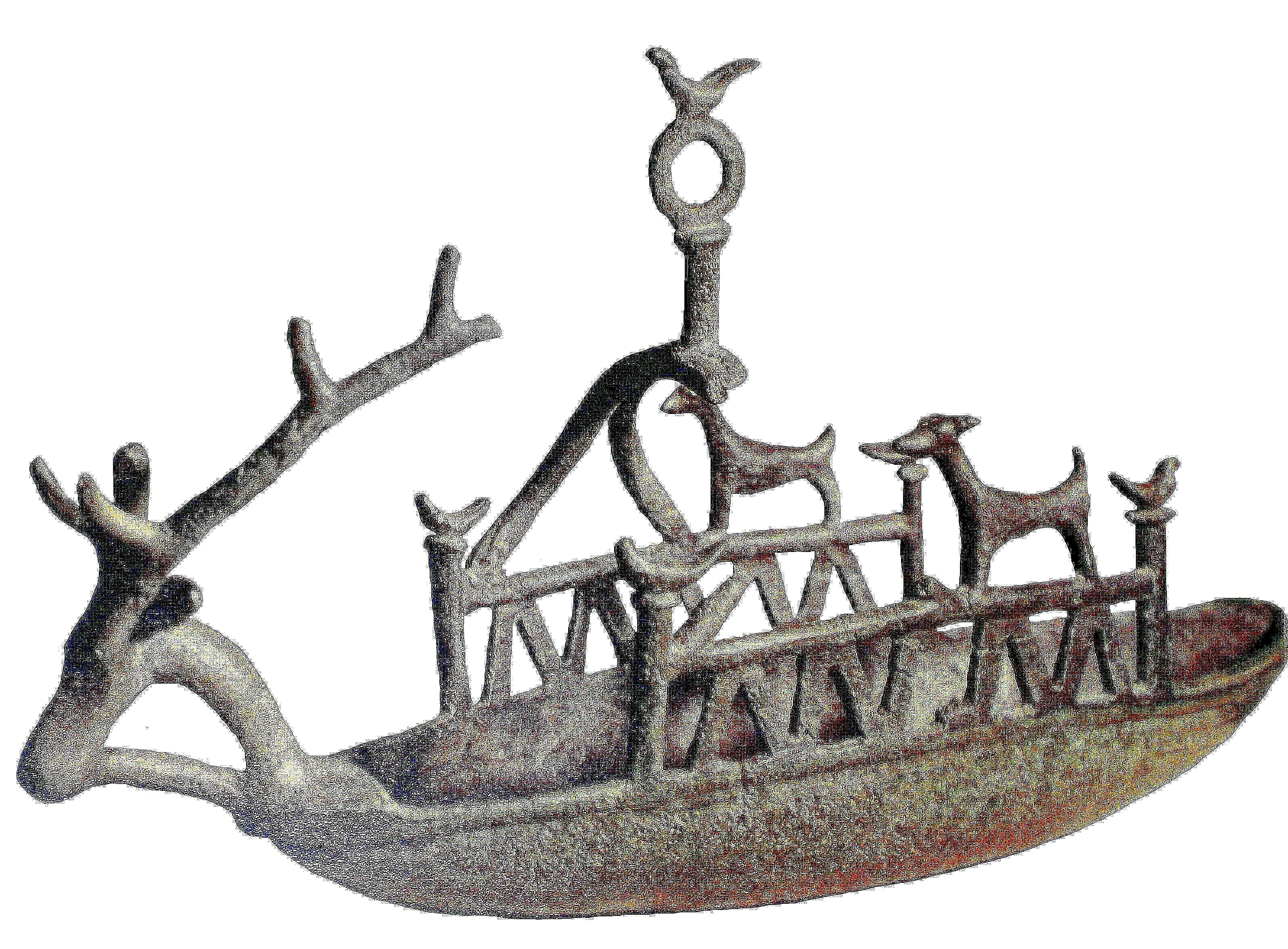
Bronsbåt
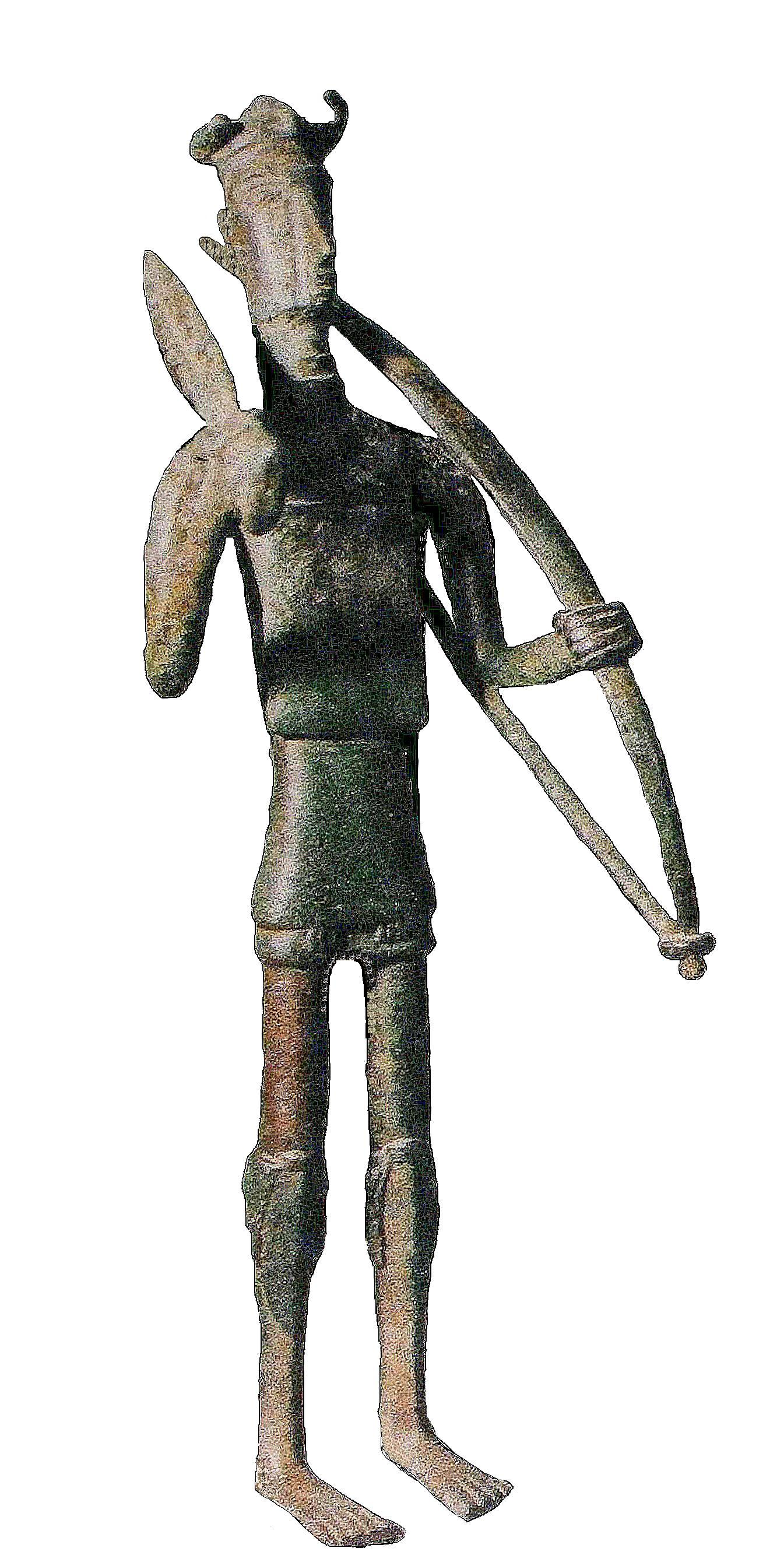
Nuraghisk skulptur